# بيري بويسي
بيري بويسي (بالفرنسية: Pierre Bouysse)‏ (27 يونيو 1983 بأورياك في فرنسا - ) هو لاعب كرة قدم فرنسي في مركز حراسة المرمى. لعب مع نادي سيدان ونادي غويونيون ونادي كليرمونت 63 وFC Aurillac Arpajon Cantal Auvergne ‏.

## وصلات خارجية
- بيري بويسي على موقع قاعدة بيانات كرة القدم.إي يو (الإنجليزية)